# Ornellaia e Masseto

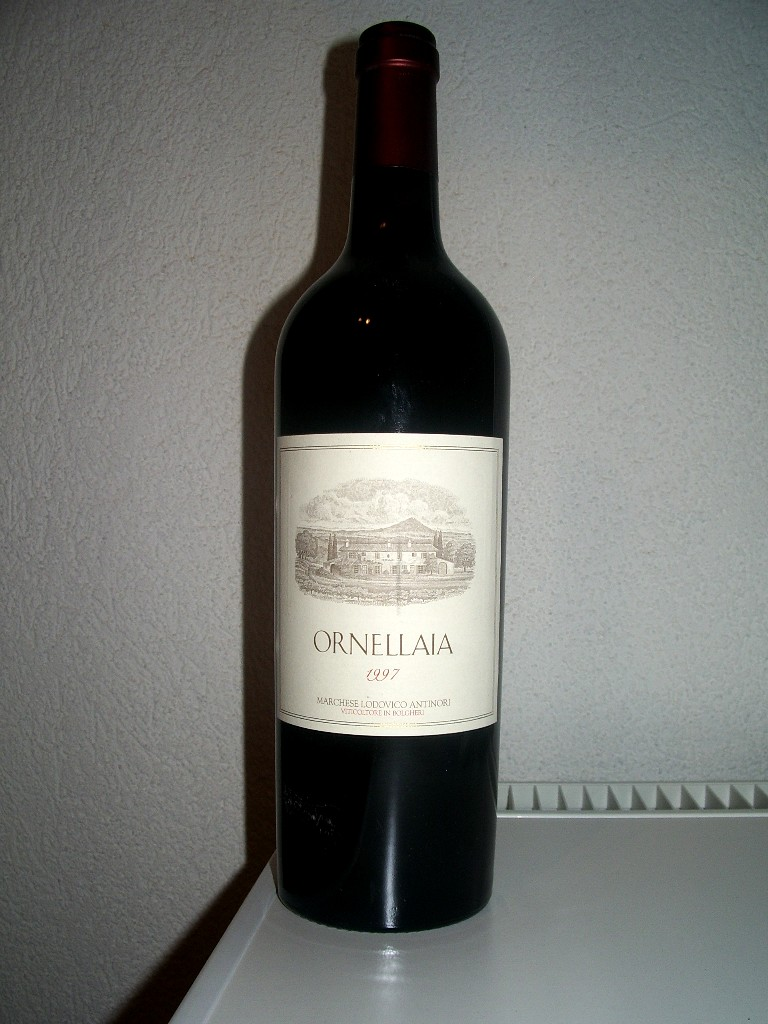
Flasche Ornellaia 1997

Ornellaia e Masseto, vormals Tenuta dell’Ornellaia, ist ein italienisches Weingut in der DOC Bolgheri im Ortsteil Bolgheri der Gemeinde Castagneto Carducci in der Toskana, bekannt als Hersteller von „Supertoskaner“-Weinen.

## Beschreibung
Ornellaia gilt als einer von Italiens führenden bordeauxartigen Rotweinen. Das Gut produziert auch einen Zweitwein, „Le Serre Nuove“, den Verschnitt „Le Volte“, den Merlot „Masseto“, sowie Grappa und Olivenöl. 2012 änderte das Weingut seinen Namen von „Tenuta dell’Ornellaia“ zu „Ornellaia e Masseto“, um der wachsenden Bedeutung des Weines auf Basis des Merlot Rechnung zu tragen.
Robert Mondavi Winery erwarb im November 1999 eine Minderheitsbeteiligung; 2002 hatten sie alle Anteile übernommen und begannen eine Partnerschaft mit der Familie Frescobaldi. Im April 2005 erwarb Frescobaldi die restlichen 50 % Anteile an Ornellaia von Constellation Brands nach deren Übernahme der Mondavi Holding und wurden so zu Alleineigentümer. Axel Heinz ist der Weinmacher; Michel Rolland, von Beginn an dabei, ist beratender Önologe.